# Applied Vegetation Science
Applied Vegetation Science (Appl Veg Sci) ist eine internationale Fachzeitschrift mit Peer-Review-Verfahren für angewandte Vegetationsökologie, Naturschutz, Management und Renaturierung.
Sie wird herausgegeben von der International Association for Vegetation Science. Die Zeitschrift belegt Platz 107 von 449 Fachzeitschriften und veröffentlicht vor allem Artikel über Pflanzengesellschaften im Zusammenhang mit Naturschutz und Renaturierung.
Die Zeitschrift wurde 1998 ins Leben gerufen, um das Schwesterjournal Journal of Vegetation Science zu entlasten. Das geschah nach dem Vorbild der Britischen Ökologischen Gesellschaft mit Functional Ecology und der Amerikanischen Ökologischen Gesellschaft mit Ecological Applications. In der Folge erschienen erst zwei und seit 2008 vier Ausgaben pro Jahr.